# Форт Џоунс (Калифорнија)
Форт Џоунс (енгл. Fort Jones) град је у америчкој савезној држави Калифорнија. По попису становништва из 2010. у њему је живело 839 становника.

## Демографија
Према попису становништва из 2010. у граду је живело 839 становника, што је 179 (27,1%) становника више него 2000. године.
| Група             | 2000.       | 2010.       |
| Белци             | 560 (84,8%) | 602 (71,8%) |
| Афроамериканци    | 1 (0,2%)    | 33 (3,9%)   |
| Азијати           | 0 (0,0%)    | 8 (1,0%)    |
| Хиспаноамериканци | 53 (8,0%)   | 103 (12,3%) |
| Укупно            | 660         | 839         |